# Turnera schomburgkiana
Turnera schomburgkiana är en passionsblomsväxtart som beskrevs av Ignatz Urban. Turnera schomburgkiana ingår i släktet Turnera och familjen passionsblomsväxter. Inga underarter finns listade i Catalogue of Life.